# Jánosi Ferenc (színművész)
Jánosi Ferenc (Budapest, 1982. január 29. –) magyar színész, író.

## Életpályája
2001-ben érettségizett a szentendrei Móricz Zsigmond Gimnáziumban. A Budapesti Gazdasági Főiskolán folytatta tanulmányait, ahol 2004-ben végzett. Ezután a Pesti Magyar Színiakadémián tanult színészetet, Császár Angela és Varga Éva osztályában. 2007-től szabadúszó színészként dolgozik. Szinkronizálással is foglalkozik.
Bátyja Jánosi Dávid színművész.

## Filmes és televíziós szerepei
- Tűzvonalban (2007).... Dezső
- Jóban rosszban (2010)... Kósa Bálint
- Munkaügyek (2013)... Huligán
- Hacktion: Újratöltve (2013)... Zsolt
- 200 első randi (2018)... Patrik
- A mi kis falunk (2019)... Villanyóra leolvasó
- Jófiúk (2019)... Rendőr
- Barátok közt (2020)... Herczegh Róbert
- Elk*rtuk (2021)... Zoli
- Családi kör (2021)... Pali
- A Herner Ferike faterja (2021)... Papi Jóska
- Oltári történetek (2022)... Fekete Lőrinc
- Doktor Balaton (2022)... Orvos
- Hazatalálsz (2024)... Ügyvéd